# Torpa (paroisse)
Pour les articles homonymes, voir Torpa.

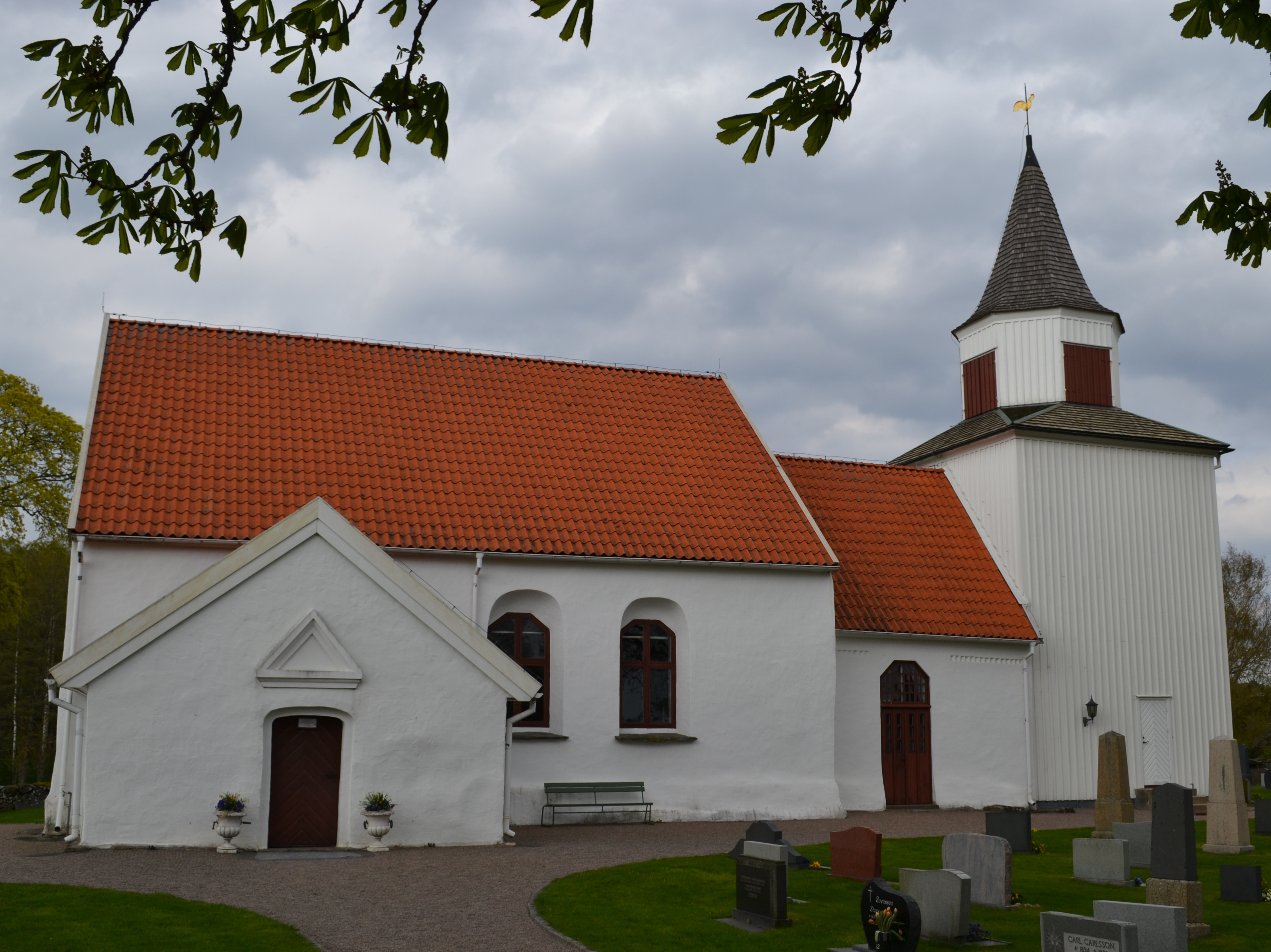
Torpa kyrka (Halland) 2012

Torpa est une paroisse de l'ouest de la Suède, située dans le comté de Halland, sur le territoire de la commune de Varberg.

## Paroisses limitrophes
- Ås (au nord)
- Lindberg (au sud)

## Démographie
| Année      | 1918 | 2006  |
| ---------- | ---- | ----- |
| Population | 497  | 1 193 |

## Lieux et monuments
- Tumuli datant de l'âge du bronze
- Cimetière datant de l'âge du fer
- Église médiévale à laquelle une tour a été ajoutée vers 1770